# Juan Domínguez Cota
Juan Domínguez Cota (La Purísima, Baja California Sur; 1888-México, D.F., 2 de abril de 1963) fue un militar revolucionario mexicano, minero en Cananea. Participó en la huelga de trabajadores que finalizó en la matanza ordenada por Porfirio Díaz. Militar carrancista del ejército del noroeste, combatió a Francisco Villa durante la lucha de facciones.

## Datos biográficos.
Nació en la Purísima, Baja California Sur, en 1888. Murió en la Ciudad de México, en 1963. Participó en la huelga de Cananea en 1906. Participó en la revolución mexicana. Durante la presidencia de Madero luchó contra el orozquismo. Al producirse el golpe de Estado de Victoriano Huerta se unió al constitucionalismo. Carrancista durante la lucha de facciones. Se adhirió al Plan de Agua Prieta en 1920. Siendo jefe militar del estado de Morelos advirtió sin éxito al general Serrano de su inminente aprehensión. Combatió a los cristeros en 1928. General de División en 1929 y gobernador de Baja California Sur de 1932 a 1938.

## Carrera militar
La vida militar del general Juan Domínguez Cota comenzó con el inicio de la revolución de 1910. Siendo minero en Cananea en 1906, sobrevivió a la matanza ordenada por Porfirio Díaz contra los trabajadores manifestados. Según Carmen Zavala, mujer con la que se relacionó Domínguez Cota, el general era de origen yaqui. Nació en la Purísima B.C. en el año de 1888 . 
El 18 de junio de 1927 un periódico militar denominado La patria, mediante un suplemento rindió un homenaje al Gral. Domínguez destacando su biografía y elogiando su trayectoria. 

"El actual Jefe de Operaciones Militares en el Estado de Morelos, General de Brigada don Juan Domínguez abrazó la carrera de las armas en el año de 1913, secundando el movimiento que se llevó a cabo en Sonora para combatir la usurpación huertista, que había provocado en el mes de febrero de ese año, los asesinatos de los señores don Francisco I. Madero y don José María Pino Suárez, Presidente y Vicepresidente de la República, respectivamente."
Periódico La Patria, Suplemento Ilustrado No. 5 Época 1a. Junio 18 de 1927, México.

Su valor y gallardía, demostrados en diversos encuentros contra las tropas huertistas, fueron méritos de campaña que lo hicieron obtener en 1915 el grado de teniente coronel.
“En el mes de noviembre de ese año en el Cuartel General de Operaciones Militares en el propio Estado de Sonora encontró méritos suficientes en el entonces Teniente Coronel Juan Domínguez, para que a pesar de su grado se le confiriera el mando de una Brigada de Infantería comisión que ordinariamente se reserva solamente para los Generales, habiéndose hecho cargo de la brigada en la ciudad de Hermosillo, son., y cumpliendo honrosamente con su encargo.” (Ibidem, La Patria)
De 1916 a 1920, el general Domínguez siendo coronel del ejército, al frente del 12 batallón que comandaba participó en la campaña contra las tribus yaquis en el Estado de Sonora, y de 1917 a 1918, combatió a las facciones villistas que asolaban las regiones de Durango y Chihuahua llegando a guarnecer la capital de este último estado, durante ese tiempo combatió a las tropas del propio general Francisco Villa. El 27 de marzo de 1920, Domínguez fue ascendido al grado de general brigadier por acuerdo de la presidencia de la República por sus méritos en campaña y por adherirse al plan de Agua Prieta.
Durante la guerra contra los huertistas, Domínguez se distinguió por sus dotes en el plano administrativo y estratégico, ahorrando el parque, almacenando vestuario, equipo y reparando el armamento cuestión que representó su éxito en la toma de las plazas, Puente Colorado, Minatitlán, Puerto México, El Carmen y Ojapam Ver. 
En 1920 el Gobierno constituido envió al general Domínguez a contrarrestar el levantamiento en armas de Martín Castrejón en Michoacán, permaneciendo en la región de la Aguililla hasta 1923. Posteriormente la Secretaría de Guerra y Marina designó al general Juan Domínguez jefe de la 11.ª Jefatura de las Operaciones Militares trasladándose a la región del Istmo, donde estableció su cuartel general en la plaza de San Jerónimo, Oaxaca. El mes de diciembre de ese mismo año, se originó una rebelión en Jalisco y Veracruz, que comandaba un hombre conocido como Guadalupe Sánchez, el cual fue vencido por el general Domínguez en Santa Lucrecia, Veracruz, donde realizó sitio estratégico y con su veterano 12º Batallón, estableció línea de fuego contra los sanchistas. Posteriormente, con el apoyo de las 11.ª y 23.ª Jefaturas de Operaciones logró arrasar con la rebelión y finalmente los reductos de esta guerrilla fueron perseguidos por los estados de Chiapas y Tabasco. 
Después que logró vencer a los sanchistas, el general Domínguez fue ascendido al grado de General de Brigada, por acuerdo del general Álvaro Obregón, Presidente Constitucional de la República, y fue nombrado Jefe de la 33a. Jefatura de Operaciones Militares en Morelos.
En 1928 al igual que Lázaro Cárdenas, Domínguez realizó armisticios con las tropas cristeras para con ello contribuir a la pacificación del país.
"Durante su carrera militar, Domínguez fue elogiado por su honestidad celo y rectitud. Las ofertas para traicionar a su bando fueron contestadas aprehendiendo y fusilando a los infidentes que las hicieron". (Ibidem, La Patria)
Domínguez se caracterizó también por su espíritu emprendedor y por su interés en que se instruyera a la tropa, esforzándose porque los soldados concurrieran a las escuelas militares para lo cual, usando sus propios medios y elementos emprendió en 1927, la construcción de un campo militar en Cuernavaca, con cuarteles modelos, dormitorios y áreas deportivas, áreas de tiro y una infraestructura considerada en su momento de vanguardia.
El singular 12º batallón siguió al general Domínguez por toda la república. Desde las escaramuzas contra villa y contra las tropas delahuertistas hasta el total aniquilamiento de los levantamientos post-huertistas en contra del régimen establecido, demostrando su arrojo y valor, convirtiéndose en un experto, bien conformado y veterano ejército. Entusiastas hasta la finalización de la guerra, apoyaron hasta sus últimas metas al general Domínguez participando activamente en la construcción del centro militar y en las disciplinas múltiples entre las cuales figura la conformación de un equipo de béisbol. 
Integrantes del 12º batallón fueron el coronel Manuel Fernández Escobar quien fue uno de los jefes, Mateo Jiménez Castillejos; pagador del batallón, el teniente coronel J. Encarnación Alfaro, el mayor Pedro Soto y el profesor de la Escuela de Tropa Antonio B. Medrano.
Otro de los deseos y logros del Juan Domínguez Cota fue el de dotar al Estado de Morelos de importantes vías de comunicación entre las cuales figuran el establecimiento de líneas telefónicas en los distritos de Tetecala, Coatlán del Río, Miacatlán, Yecapixtla y Ocotepec.
Para todos estos proyectos el general Domínguez requirió del conocimiento de uno de sus más distinguidos colaboradores, el teniente coronel de Ingenieros Jesús de la Garza, Jefe del Estado Mayor del general Domínguez.

## De visita en Amacuzac Morelos
Era muy reconocible el gusto del general Domínguez por los recursos ecológicos del estado. En especial los manantiales de Tehuixtla y el río Amacuzac.  
Ferviente impulsor de la construcción de nuevas vías de comunicación, Domínguez facilitó la construcción que realizó la Comisión Nacional de Caminos en 1927, del puente sobre el río Amacuzac, ubicado en Huajintlán. 
Domínguez solía realizar numerosos recorridos por el sur del Estado de Morelos acudiendo con gran frecuencia al poblado de Amacuzac.

## La aprehensión de Serrano
Como general revolucionario Juan Domínguez conoció a muchos otros generales de gran talla, entre los cuales figuraban Álvaro Obregón, Joaquín Amaro, Plutarco Elías Calles y Lázaro Cárdenas. Al igual que el último, Francisco Serrano era, además de colega militar, compadre de alta estima. Por tal motivo, como señala Francisco Santamaría en "La Tragedia de Huitzilac", Domínguez intentó evitar el desenlace siniestro que sufrió Serrano.
En el año de 1927, siendo presidente de la república el general Plutarco Elías Calles, México se perfilaba al cambio de poder.
De regreso a la esfera política, Álvaro Obregón, quien ya antes había ocupado la silla presidencial, vio en sus contendientes el general Arnulfo R. Gómez y el general Francisco Serrano, sus más fuertes competidores para conseguir el triunfo y a la consigna "sufragio efectivo no reelección" su principal obstáculo legal. Facilitando el camino del caudillo, Calles gestionó la modificación de los artículos 82 y 83 de la constitución mexicana, permitiendo en resumen, que un expresidente pueda ser elegido de nueva cuenta después de transcurrir al menos un período de gobierno después del suyo. 
“Sonorense de adopción, nacido en Sinaloa, Serrano ha sido jefe del Estado Mayor a lo largo de la invicta carrera militar del
hombre que venció a Villa y a Carranza. Ministro de Guerra durante la rebelión delahuertista, Serrano ayudó eficazmente
a eliminar cuantos generales se oponían a su jefe. Calles lo estima dos veces, han estado juntos en Agua Prieta: una para
rechazar a lo villistas, otra para firmar el Plan que marcó el triunfo del grupo de Sonora.” (Pacheco, José Emilio, 1977)
Por otro lado el sonorense Arnulfo R. Gómez, el otro opositor fue un reconocido legionario del Ejército del Noroeste que se distinguió por sus excesos militares mandando continuamente a sus prisioneros al paredón. Forma de morir que le fue aplicada por su compadre José Gonzalo Escobar en Teocelo Veracruz.
Martín Luis Guzmán en su novela "La Sombra del Caudillo" describe aquel año de 1927 dentro de un ambiente caótico y complejo entre rebatiñas de ex-generales revolucionarios, diputados armados en el congreso y un pueblo manipulado por discursos políticos y comidas de campaña.
En tal situación viendo las grandes posibilidades que tenía Serrano de llegar a la presidencia, Obregón, mediante Calles, mandó aprehenderlo con la falsa excusa de que se había sublevado en apoyo a la causa cristera.
El 1 de octubre, como era su costumbre de hacía algunos años, Serrano estaba en su hacienda de la Chicharra en las inmediaciones de Cuernavaca, festejando su onomástico. Juan Domínguez a quien Martín Luis Guzmán personifica como "Elizondo" solía acudir a este festejo. 
Mientras tanto, extrañamente sin la presencia de Gómez, estudiantes antirreeleccionistas y seguidores gomistas se hospedaban en el hotel Moctezuma en el centro de Cuernavaca.
Enterados de la situación Calles y Obregón reunidos en el Castillo de Chapultepec ordenan la aprehensión de sus opositores bajo el pretexto de una conspiración.
Al día siguiente, Serrano deja su hacienda y se hospeda en el hotel Bellavista en pleno centro de la ciudad de Cuernavaca, donde cree gozar de la protección de Juan Domínguez por ser uno de sus incondicionales. A través de Serafín Larrea, dueño del Bellavista, Domínguez advierte del peligro a Serrano pero este no le cree. En vista de lo anterior Domínguez fingió no enterarse de la orden de aprehensión que había recibido en forma telegráfica, para no tener que ser él mismo quien tuviera que apresar a su estimado compadre, así que marchó al pueblo de Amacuzac donde se reunió con Carmen Zavala, mientras los acontecimientos corrían en Cuernavaca.
Francisco Santamaría, Rafael Martínez de Escobar acompañados de los ex-generales y hermanos Miguel Ángel y Daniel Peralta se hospedaron ese mismo día en el hotel Moctezuma a solo unas calles del Bellavista. Cuenta Santamaría que el ambiente que existía en el hotel era de gran bullicio “Numerosos jóvenes estudiantes de las aulas universitarias de México, o camaradas y amigos de éstos hicieron irrupción en los corredores altos y formaban corrillo bullangueros alrededor de los Peralta y Martínez Escobar”. Sentían por sobre todo que en Morelos reinaba Juan Domínguez y que el gobernador Ambrosio Puente nada podría hacer contra ellos. El general Vidal que acompañaba a Serrano en el Bellavista mandó un mensaje al Hotel Moctezuma para avisar a los Gomistas que deseaba hablar con ellos Vidal desconocía al igual que Serrano lo que ya se planeaba en la capital.
Santamaría y sus acompañantes por su parte solo esperaban al general Ariza que los llevaría a Guerrero pero este no se apareció y a los gomistas no les quedó más que albergar una esperanza en las explicaciones de Vidal. “Como el General Vidal retardase su llegada y esto intranquilizaba más a todos resolvieron los Peralta a eso de las ocho ir a verlo a él y a Serrano mismo, en el hotel Bellavista” Sin embargo, no pudieron hablar con Serrano porque él estaba en una conferencia secreta con el general Manrique, hombre de confianza enviado por Domínguez. El general Antonio I. Villarreal llegó a Cuernavaca entrada la noche, por un amigo suyo que era ferrocarrilero y telegrafista se enteró de que Calles ya había dado órdenes al gobernador Ambrosio Puente para que aprendiera a Serrano, por tanto, también hizo el intento de alertar, sin ningún éxito, al caudillo sinaloense pero éste no quiso recibirlo por su pasado “Delahuertista”. En medio de todas estas advertencias, Serrano y sus acompañantes deciden pasar la noche en casa de Larrea. Los gomistas de Santamaría deciden juntarse con ellos. Serrano que confía en su amistad con Obregón no cree en la amenaza y decide no darse a la fuga.
Por la mañana del día lunes tres de octubre tropas sitiaron Cuernavaca, mientras tanto Ambrosio Puente envío a Mucio Díaz con un grupo de soldados y judiciales, fueron hasta la casa de Larrea donde se ocultaban Serrano y los gomistas y realizó la aprehensión. Los detenidos fueron: “Generales Serrano, Vidal Miguel Ángel y Daniel Peralta, Capitán Ernesto V. Méndez, Licenciado Rafael Martínez de Escobar, Antonio Jáuregui, Alonso Capetillo, Ing. José Villa Arce, Augusto Peña, Enrique Monteverde”(Santamaría 1939) y Francisco Santamaría. Los detenidos fueron formados en fila en la acera cada uno con un soldado a su derecha. El penúltimo Rafael Martínez de Escobar había entablado una fuerte discusión con su primo el Mayor Ángel Fernández Escobar que ya le había advertido el peligro y que ahora lo regañaba con indignación. En esta cuerda de la muerte el último era Santamaría, quien aprovechando que el guardia que le correspondía se había distraído con la discusión de Martínez Escobar y su primo, optó por rezagarse y al cabo de unos minutos se salió de la fila confundiéndose con un grupo de curiosos que estaban agolpados en una bocacalle y para no ser descubierto se colocó una gabardina que traía bajo el brazo hundiéndose también el sombrero. El soldado que debía cuidarlo no pudo reconocerlo aunque lo miraba de lejos, sin embargo, entendió que se le
había escapado la presa y que lo mejor era callar. Así que dio media vuelta y siguió a la fila de los detenidos. Santamaría deambuló entre casa y casa, escondite y escondite por mucho tiempo después de la aprehensión hasta que salvó la vida.
Los detenidos fueron encerrados en el cuartel militar que Juan Domínguez comandaba. Ambrosio puente ordenó por la tarde que los prisioneros fueran entregados en la capital así que transportándolos en vehículos los llevó de camino la Ciudad de México. A la altura del poblado de Tres Marías en el kilómetro 48, Claudio Fox, un militar que ya le tenía guardadas muchas afrentas a Serrano, bloquea el camino y solicita al general Díaz González la entrega de los prisioneros. En ese entonces se rumoraba que Francisco Serrano, hombre de gran simpatía, cortejaba a la esposa del general Fox, cuestión que, demás está decirlo, era razón suficiente para que el general deseara fusilarlo.
Una vez que el convoy de Cuernavaca da la vuelta y se pierde de regreso Fox realiza un juicio sumario a los prisioneros y ordena su inmediata ejecución. La matanza se lleva a cabo entre los gritos y consignas que lanzan Serrano y sus hombres cuyos rostros fueron desfigurados a fin de no ser ni siquiera reconocidos. Serranistas y Gomistas son acribillados por igual. Mientras tanto, el General Arnulfo R. Gómez es fusilado en circunstancias similares, el día 4 de noviembre en el muro del panteón municipal de Coatepec, Ver.
Al día siguiente de la masacre, la opinión pública se horrorizó de los hechos. No obstante haber sido encarcelado y a punto de ser fusilado, José María Pacheco quien había quedado al frente de la Procuraduría de Justicia Militar, "se negó a fabricar el acta que le exigían sus superiores”(Pacheco, José Emilio Op.Cit).
Aunque Santamaría lo justifica continuamente en su relato, Domínguez nunca olvidaría los trágicos acontecimientos de Cuernavaca y su débil proceder al ser maniatado militarmente por Joaquín Amaro y Obregón desde Chapultepec.

## Gobernador de Baja California Sur
En 1928, Domínguez volvió a sus campañas militares para combatir a los escobaristas. Años después, fue llamado a ser Gobernador de su estado natal, Baja California Sur, territorio que sirvió de 1932 a 1938.
Durante su gobierno realizó importantes obras en materia de vías de comunicación, puesto que Domínguez siempre creyó que se necesitaban caminos para conectar el desarrollo agrícola, con la industria y el comercio, También se construyó un embarcadero en el puerto de los Algodones, en el pueblo de Todos los Santos. Así mismo la insistencia de Domínguez ante las autoridades fue importante para que se construyeran obras hidráulicas, entre las cuales figuran el canal Álvaro Obregón en el poblado de General Juan Domínguez Cota y los canales de Comondú y San Ignacio.
Domínguez consiguió ampliar la escuela industrial para fabricación de norias, y organizó los trabajos de exploración de mantos acuíferos para la creación de pozos. Estableció plantas eléctricas en los poblados de San Antonio y Santiago, organizó a los diferentes gremios productivos de la región en pequeñas industrias para impulsar la economía. Así es como organizó a los pescadores y campesinos permitiéndoles importantes beneficios.
Convencido de que el transporte, las vías de comunicación y las obras hidráulicas eran la llave para su región, Domínguez hizo llegar en 1939 el pliego petitorio de los surcalifornianos a su amigo y compadre el presidente Lázaro Cárdenas. Por lo anterior Baja California Sur debe a Domínguez Cota el inicio de su modernidad.